# SDM (Rapper)/Diskografie
Diese Diskografie ist eine Übersicht über die musikalischen Werke des französischen Rappers SDM. Den Schallplattenauszeichnungen zufolge hat es bisher mehr als 11,1 Millionen Tonträger verkauft. Seine erfolgreichste Veröffentlichung ist die Single Cartier Santos mit über 370.000 verkauften Einheiten.

## Alben

### Studioalben
| Jahr | Titel Musiklabel                                                     | Höchstplatzierung, Gesamtwochen, AuszeichnungChartplatzierungen (Jahr, Titel, Musiklabel, Platzierungen, Wochen, Auszeichnungen, Anmerkungen) | Höchstplatzierung, Gesamtwochen, AuszeichnungChartplatzierungen (Jahr, Titel, Musiklabel, Platzierungen, Wochen, Auszeichnungen, Anmerkungen) | Höchstplatzierung, Gesamtwochen, AuszeichnungChartplatzierungen (Jahr, Titel, Musiklabel, Platzierungen, Wochen, Auszeichnungen, Anmerkungen) | Anmerkungen                              | [↑]: gemeinsam behandelt mit vorhergehendem Eintrag; [←]: in beiden Charts platziert |
| Jahr | Titel Musiklabel                                                     | FR | BEW | CH | Anmerkungen                              |                                                                                      |
| ---- | -------------------------------------------------------------------- | --- | --- | --- | ---------------------------------------- | ------------------------------------------------------------------------------------ |
| 2021 | Ocho 92i / Capitol Music France (UMG)                                | FR2 ×3Dreifachplatin · (156 Wo.)FR | BEW3 Platin · (… Wo.)BEW | CH9 (2 Wo.)CH | Erstveröffentlichung: 9. April 2021      |                                                                                      |
| 2021 | Ocho (Deluxe) 92i / Capitol Music France (UMG)[FR: ↑][BEW: ↑][CH: ↑] | FR2 ×3Dreifachplatin · (156 Wo.)FR | BEW3 Platin · (… Wo.)BEW | CH9 (2 Wo.)CH | Erstveröffentlichung: 9. Dezember 2021   |                                                                                      |
| 2022 | Liens du 100 92i / Capitol Music France (UMG)                        | FR2 ×3Dreifachplatin · (… Wo.)FR | BEW3 ×2Doppelplatin · (… Wo.)BEW | CH12 (10 Wo.)CH | Erstveröffentlichung: 2. Dezember 2022   |                                                                                      |
| 2024 | À la vie à la mort 92i / Capitol Music France (UMG)                  | FR1 ×2Doppelplatin · (… Wo.)FR | BEW1 (… Wo.)BEW | CH1 (18 Wo.)CH | Erstveröffentlichung: 26. September 2024 |                                                                                      |

## Singles

### Als Leadmusiker
| Jahr | Titel Album                              | Höchstplatzierung, Gesamtwochen, AuszeichnungChartplatzierungen (Jahr, Titel, Album, Platzierungen, Wochen, Auszeichnungen, Anmerkungen) | Höchstplatzierung, Gesamtwochen, AuszeichnungChartplatzierungen (Jahr, Titel, Album, Platzierungen, Wochen, Auszeichnungen, Anmerkungen) | Höchstplatzierung, Gesamtwochen, AuszeichnungChartplatzierungen (Jahr, Titel, Album, Platzierungen, Wochen, Auszeichnungen, Anmerkungen) | Anmerkungen                                                        |
| Jahr | Titel Album                              | FR | BEW | CH | Anmerkungen                                                        |
| --- | ---------------------------------------- | --- | --- | --- | ------------------------------------------------------------------ |
| 2019 | Jack Fuego –                             | FR— DiamantFR | — | — | Erstveröffentlichung: 26. Dezember 2019 feat. PLK                  |
| 2020 | La zone Ocho                             | FR43 Gold · (3 Wo.)FR | — | — | Erstveröffentlichung: 27. Februar 2020 feat. Booba                 |
| 2020 | Yakalelo Ocho                            | FR93 Diamant · (11 Wo.)FR | — | — | Erstveröffentlichung: 2. Juli 2020                                 |
| 2020 | Titulaires Ocho                          | FR52 Gold · (4 Wo.)FR | — | — | Erstveröffentlichung: 10. September 2020 feat. Koba LaD            |
| 2020 | Prince de la calle Ocho                  | FR110 Platin · (1 Wo.)FR | — | — | Erstveröffentlichung: 19. November 2020                            |
| 2021 | La vie de rêve Ocho                      | FR148 Gold · (1 Wo.)FR | — | — | Erstveröffentlichung: 18. Februar 2021                             |
| 2021 | Van Damme Ocho                           | FR67 Gold · (3 Wo.)FR | — | — | Erstveröffentlichung: 18. März 2021                                |
| 2021 | Freestyle 8 –                            | FR83 Platin · (18 Wo.)FR | — | — | Erstveröffentlichung: 28. Oktober 2021                             |
| 2021 | #Malentouré Ocho (Deluxe)                | FR114 Platin · (2 Wo.)FR | — | — | Erstveröffentlichung: 2. Dezember 2021                             |
| 2022 | R.A.S. –                                 | FR47 Gold · (6 Wo.)FR | — | — | Erstveröffentlichung: 4. Februar 2022 mit Landy                    |
| 2022 | Gâchette –                               | FR89 (2 Wo.)FR | — | — | Erstveröffentlichung: 2. Juni 2022                                 |
| 2022 | Redescends Liens du 100                  | FR15 Diamant · (46 Wo.)FR | — | — | Erstveröffentlichung: 15. Juli 2022 feat. Tiakola                  |
| 2022 | Ragnar Liens du 100                      | FR37 Gold · (5 Wo.)FR | — | — | Erstveröffentlichung: 10. November 2022                            |
| 2022 | Hier encore Liens du 100                 | FR17 (4 Wo.)FR | — | — | Erstveröffentlichung: 28. November 2022                            |
| 2023 | Nous deux Liens du 100                   | FR46 Platin · (3 Wo.)FR | — | — | Erstveröffentlichung: 7. April 2023                                |
| 2023 | Vie –                                    | FR52 (2 Wo.)FR | — | — | Erstveröffentlichung: 22. September 2023 mit Slkrack               |
| 2024 | Ti ti ti –                               | FR18 Platin · (22 Wo.)FR | BEW— GoldBEW | — | Erstveröffentlichung: 14. Juni 2024 mit Gradur & Rsko              |
| 2024 | Merci À la vie à la mort                 | FR15 Gold · (17 Wo.)FR | BEW— GoldBEW | — | Erstveröffentlichung: 18. Juli 2024                                |
| 2024 | Toka À la vie à la mort                  | FR3 Diamant · (43 Wo.)FR | BEW15 Platin · (6 Wo.)BEW | CH29 (5 Wo.)CH | Erstveröffentlichung: 12. September 2024 feat. Hamza               |
| 2025 | Hélas –                                  | FR102 (1 Wo.)FR | — | — | Erstveröffentlichung: 12. Februar 2025 mit Tif                     |
| 2025 | Catalina –                               | FR11 Gold · (… Wo.)FR | BEW26 (… Wo.)BEW | CH69 (… Wo.)CH | Erstveröffentlichung: 4. Juli 2025 mit Cheu-B & Ghost Killer Track |
| Folgende Lieder erschienen nicht als Single, wurden aber durch das Album zum Download und Streaming bereitgestellt und konnten somit eine Platzierung erlangen: |                                          | | | |                                                                    |
| |                                          | | | |                                                                    |
| 2021 | Daddy Ocho                               | FR14 Diamant · (22 Wo.)FR | — | — | feat. Booba                                                        |
| 2021 | Le bruit des applaudissements Ocho       | FR30 Gold · (7 Wo.)FR | — | — | feat. PLK                                                          |
| 2021 | Passat Ocho (Deluxe)                     | FR35 Diamant · (62 Wo.)FR | — | — | feat. Maes                                                         |
| 2022 | Bolide allemand Liens du 100             | FR1 Diamant · (… Wo.)FR | BEW12 Platin · (44 Wo.)BEW | CH54 (29 Wo.)CH |                                                                    |
| 2022 | Mr. Ocho Liens du 100                    | FR5 Diamant · (102 Wo.)FR | BEW43 Gold · (7 Wo.)BEW | — |                                                                    |
| 2022 | Franklin Saint Liens du 100              | FR21 Platin · (12 Wo.)FR | — | — | feat. Zed & Slkrack                                                |
| 2022 | Fame Liens du 100                        | FR23 Gold · (7 Wo.)FR | — | — | feat. Niska                                                        |
| 2022 | Jacque*** Bag Liens du 100               | FR25 Platin · (7 Wo.)FR | — | — |                                                                    |
| 2022 | Cette année-là Liens du 100              | FR27 Gold · (4 Wo.)FR | — | — |                                                                    |
| 2022 | Nwar sur Nwar Liens du 100               | FR32 (3 Wo.)FR | — | — | feat. Green Montana                                                |
| 2022 | Si tu savais Liens du 100                | FR34 (3 Wo.)FR | — | — |                                                                    |
| 2022 | Dans le club Liens du 100                | FR46 (2 Wo.)FR | — | — |                                                                    |
| 2022 | 2sang43 Liens du 100                     | FR63 (2 Wo.)FR | — | — |                                                                    |
| 2022 | Le temps Liens du 100                    | FR79 (1 Wo.)FR | — | — |                                                                    |
| 2022 | File de gauche Liens du 100              | FR92 (1 Wo.)FR | — | — |                                                                    |
| 2022 | Sang40 Liens du 100                      | FR93 (1 Wo.)FR | — | — |                                                                    |
| 2023 | Rihanna Ocho                             | FR59 Platin · (18 Wo.)FR | — | — |                                                                    |
| 2024 | Pour elle À la vie à la mort             | FR1 Diamant · (… Wo.)FR | BEW2 Platin · (20 Wo.)BEW | CH10 (9 Wo.)CH |                                                                    |
| 2024 | Metallica À la vie à la mort             | FR4 Platin · (11 Wo.)FR | BEW27 Gold · (3 Wo.)BEW | CH36 (1 Wo.)CH | feat. Werenoi                                                      |
| 2024 | Cartier Santos À la vie à la mort        | FR1 Diamant · (… Wo.)FR | BEW1 ×2Doppelplatin · (36 Wo.)BEW | CH9 (10 Wo.)CH |                                                                    |
| 2024 | Jeux d’echecs À la vie à la mort         | FR9 Gold · (6 Wo.)FR | — | — |                                                                    |
| 2024 | Alvalm À la vie à la mort                | FR10 (7 Wo.)FR | — | — |                                                                    |
| 2024 | Plus rien À la vie à la mort             | FR11 (6 Wo.)FR | — | — |                                                                    |
| 2024 | Affranchis À la vie à la mort            | FR17 Gold · (7 Wo.)FR | — | — | feat. Josman                                                       |
| 2024 | Drago Malefoy À la vie à la mort         | FR18 (4 Wo.)FR | — | — |                                                                    |
| 2024 | J’y pense À la vie à la mort             | FR22 (5 Wo.)FR | — | — | feat. Skread & Tiakola                                             |
| 2024 | Sequoia À la vie à la mort               | FR26 (5 Wo.)FR | — | — |                                                                    |
| 2024 | Maintenant ça va À la vie à la mort      | FR28 (4 Wo.)FR | — | — |                                                                    |
| 2024 | Dans la tête des gens À la vie à la mort | FR48 (3 Wo.)FR | — | — |                                                                    |

### Als Gastmusiker
| Jahr | Titel Album                                  | Höchstplatzierung, Gesamtwochen, AuszeichnungChartplatzierungen (Jahr, Titel, Album, Platzierungen, Wochen, Auszeichnungen, Anmerkungen) | Höchstplatzierung, Gesamtwochen, AuszeichnungChartplatzierungen (Jahr, Titel, Album, Platzierungen, Wochen, Auszeichnungen, Anmerkungen) | Höchstplatzierung, Gesamtwochen, AuszeichnungChartplatzierungen (Jahr, Titel, Album, Platzierungen, Wochen, Auszeichnungen, Anmerkungen) | Anmerkungen                                                        |
| Jahr | Titel Album                                  | FR | BEW | CH | Anmerkungen                                                        |
| --- | -------------------------------------------- | --- | --- | --- | ------------------------------------------------------------------ |
| 2021 | Evidemment Melancholia 999                   | FR54 Platin · (7 Wo.)FR | — | — | Erstveröffentlichung: 27. Mai 2021 Green Montana feat. SDM         |
| 2021 | Tue ça Cartel: volume 1                      | FR30 Gold · (12 Wo.)FR | — | — | Erstveröffentlichung: 3. Juni 2021 Koba LaD feat. SDM & Guy2Bezbar |
| 2023 | Philly Caméléon                              | FR36 Gold · (5 Wo.)FR | — | — | Erstveröffentlichung: 16. Januar 2022 Zkr feat. SDM                |
| 2023 | Rétina                                       | FR142 (1 Wo.)FR | — | — | Erstveröffentlichung: 18. April 2023 Usky feat. SDM                |
| 2024 | Colisée Veni vidi vici                       | FR30 Gold · (8 Wo.)FR | — | — | Erstveröffentlichung: 17. Mai 2024 Lacrim feat. SDM                |
| 2024 | Only You Africa Jungle Part.1                | FR55 (2 Wo.)FR | — | — | Erstveröffentlichung: 7. November 2024 Soolking feat. SDM          |
| 2025 | Run                                          | FR11 Diamant · (… Wo.)FR | BEW42 (9 Wo.)BEW | CH87 (1 Wo.)CH | Erstveröffentlichung: 10. Januar 2025 Rim'K feat. SDM              |
| 2025 | Tout donner Dégât                            | FR75 (2 Wo.)FR | — | — | Erstveröffentlichung: 30. Mai 2025 Naza feat. SDM                  |
| Folgende Lieder erschienen nicht als Single, wurden aber durch das Album zum Download und Streaming bereitgestellt und konnten somit eine Platzierung erlangen: |                                              | | | |                                                                    |
| |                                              | | | |                                                                    |
| 2021 | Bonne journée Ultra                          | FR6 (4 Wo.)FR | — | — | Booba feat. SDM                                                    |
| 2021 | Papier Substance                             | FR158 (1 Wo.)FR | — | — | Bramsito feat. SDM                                                 |
| 2021 | En ville Enna Boost                          | FR33 (2 Wo.)FR | — | — | PLK feat. SDM                                                      |
| 2022 | Bitume 94 bois, Vol. 2                       | FR102 (2 Wo.)FR | — | — | L2B Gang feat. SDM                                                 |
| 2022 | Neymar jr Nostalgia+                         | FR16 Platin · (18 Wo.)FR | — | CH88 (1 Wo.)CH | Green Montana feat. SDM                                            |
| 2022 | Roro Mélo                                    | FR15 Platin · (18 Wo.)FR | — | — | Tiakola feat. SDM                                                  |
| 2022 | Tchapalo Jusqu’aux étoiles                   | FR69 (1 Wo.)FR | — | — | Leto & Guy2bezbar feat. SDM                                        |
| 2023 | Daddy DNK                                    | FR6 Gold · (11 Wo.)FR | — | CH99 (1 Wo.)CH | Verkäufe: + 100.000; Aya Nakamura feat. SDM                        |
| 2023 | Corazon Brave                                | FR110 (1 Wo.)FR | — | — | Landy feat. SDM                                                    |
| 2023 | Sur le banc Trapstar 3                       | FR15 (3 Wo.)FR | — | — | Leto feat. SDM                                                     |
| 2023 | Mucho coir Memory                            | FR23 (5 Wo.)FR | — | — | Rsko feat. SDM                                                     |
| 2023 | J’fais plaisir à la zone La route est longue | FR2 Diamant · (44 Wo.)FR | BEW43 Platin · (4 Wo.)BEW | CH67 (1 Wo.)CH | Jul feat. SDM                                                      |
| 2023 | Dis-moi Ambition                             | FR17 Gold · (8 Wo.)FR | — | — | Guy2Bezbar feat. SDM                                               |
| 2024 | Dolce camara Ad vitam æternam                | FR2 Diamant · (… Wo.)FR | BEW14 ×2Doppelplatin · (41 Wo.)BEW | CH19 (3 Wo.)CH | Booba feat. SDM                                                    |
| 2024 | Dans un verre Pyramide                       | FR5 Platin · (38 Wo.)FR | BEW39 Gold · (1 Wo.)BEW | CH69 (1 Wo.)CH | Werenoi feat. SDM                                                  |
| 2024 | Panama Sur le chemin                         | FR61 Platin · (22 Wo.)FR | BEW— GoldBEW | — | Uzi feat. SDM                                                      |
| 2024 | Finalement Plus fort.                        | FR59 (3 Wo.)FR | — | — | Bekar feat. SDM                                                    |
| 2024 | Océane Bushi Tape 3                          | FR142 (1 Wo.)FR | — | — | Bu$hi feat. SDM                                                    |
| 2024 | Barcelona92 Saudade                          | FR12 Diamant · (30 Wo.)FR | BEW48 (1 Wo.)BEW | CH96 (1 Wo.)CH | Green Montana feat. SDM                                            |
| 2024 | Yomb DLPDA                                   | FR56 (2 Wo.)FR | — | — | RK feat. SDM                                                       |
| 2024 | Solitaire Malcom                             | FR59 (3 Wo.)FR | — | — | Zed feat. SDM                                                      |
| 2024 | Il pleut des balles Mise à jour              | FR15 Platin · (21 Wo.)FR | — | — | Jul feat. SDM                                                      |
| 2024 | Plaisir nocif BDLM Vol.1                     | FR7 Platin · (11 Wo.)FR | — | — | Tiakola feat. Liim’s & SDM                                         |
| 2024 | Boulot Focus                                 | FR17 Gold · (25 Wo.)FR | — | — | KeBlack feat. SDM                                                  |
| 2025 | Daytona Ultimatum                            | FR47 (2 Wo.)FR | — | — | Timal feat. SDM                                                    |
| 2025 | Jalouse Diamant Noir                         | FR7 Gold · (11 Wo.)FR | BEW37 (2 Wo.)BEW | CH51 (1 Wo.)CH | Werenoi feat. SDM & Vacra                                          |
| 2025 | David Douillet Nés pour briller              | FR34 (5 Wo.)FR | — | — | L2B feat. IDS & SDM                                                |
| 2025 | SWAT R.A.T                                   | FR45 (… Wo.)FR | — | — | La Mano 1.9 feat. SDM                                              |

## Statistik

### Chartauswertung
|                     | FR    | BEW     | CH    |
| ------------------- | ----- | ------- | ----- |
| Nummer-eins-Alben   | FR1FR | BEW1BEW | CH1CH |
| Top-10-Alben        | FR3FR | BEW3BEW | CH2CH |
| Alben in den Charts | FR3FR | BEW3BEW | CH3CH |

|                       | FR     | BEW      | CH     |
| --------------------- | ------ | -------- | ------ |
| Nummer-eins-Singles   | FR3FR  | BEW1BEW  | CH—CH  |
| Top-10-Singles        | FR15FR | BEW2BEW  | CH2CH  |
| Singles in den Charts | FR85FR | BEW13BEW | CH14CH |

### Auszeichnungen für Musikverkäufe
| Goldene Schallplatte - Frankreich - 2024: für das Lied Love - 2025: für das Lied Keur Nwar |

Anmerkung: Auszeichnungen in Ländern aus den Charttabellen bzw. Chartboxen sind in ebendiesen zu finden.
| Land/RegionAuszeichnungen für Musikverkäufe (Land/Region, Auszeichnungen, Verkäufe, Quellen) | Gold       | Platin       | Diamant       | Verkäufe   | Quellen         |
| -------------------------------------------------------------------------------------------- | ---------- | ------------ | ------------- | ---------- | --------------- |
| Belgien (BRMA)                                                                               | 6× Gold6   | 11× Platin11 | —             | 280.000    | ultratop.be     |
| Frankreich (SNEP)                                                                            | 22× Gold22 | 24× Platin24 | 14× Diamant14 | 10.866.662 | snepmusique.com |
| Insgesamt                                                                                    | 28× Gold28 | 35× Platin35 | 14× Diamant14 |            |                 |